# Bruno Coutinho
Bruno Coutinho Martins, o semplicemente Bruno Coutinho (Porto Alegre, 21 giugno 1986), è un ex calciatore brasiliano, di ruolo centrocampista.

## Carriera

### Club
Debutta con lo Jagiellonia Białystok, il 10 maggio 2008, nella sconfitta fuori casa per 4-0 contro il Ruch Chorzów dove viene espulso per somma d'ammonizioni. Segna il primo gol con lo Jagiellonia l'8 agosto 2009 nel pareggio fuori casa per 1-1 contro il GKS Bełchatów. Segna l'ultimo gol con lo Jagiellonia il 6 aprile 2010 nella vittoria fuori casa per 1-2 contro il Lechia Danzica in Puchar Polski. Gioca l'ultima partita con lo Jagiellonia Białystok il 22 maggio 2010 nella vittoria fuori casa per 0-1 contro il Pogoń Stettino.
Debutta con il Polonia Varsavia il 6 agosto 2010 nella vittoria fuori casa per 0-2 contro il Górnik Zabrze. Segna il primo gol nella giornata successiva, il 13 agosto 2010, nella vittoria per 3-0 contro il Legia Varsavia.

## Palmarès
- Coppa di Polonia: 1

Jagiellonia Bialystok: 2010